# 梅倩琳
珍妮弗·梅（英語：Jennifer May），漢名梅倩琳，加拿大外交官，擁有拉瓦尔大学政治学和德语双学士学位，曾担任加拿大驻巴西大使，现任加拿大驻华大使（第17任），也是首位女性加拿大驻华大使。

## 生平
珍妮弗·梅于1990年进入加拿大外交部工作，曾在加拿大外交部南欧和北欧司、东欧和欧亚司、国防和安全关系司等部门任职。珍妮弗·梅曾被派驻至曼谷、北京、波恩、香港、维也纳和柏林等地，在2019年被任命担任加拿大驻巴西大使。

### 駐節中國
2022年9月23日，被加拿大总理杜特鲁多委任接替鮑達民为新任驻华大使，成为首位女性出任加拿大驻华大使。同年10月30日抵华。